# Détoxication
Ne doit pas être confondu avec Détoxification chez les plantes, Désintoxication ou Cure de désintoxication.

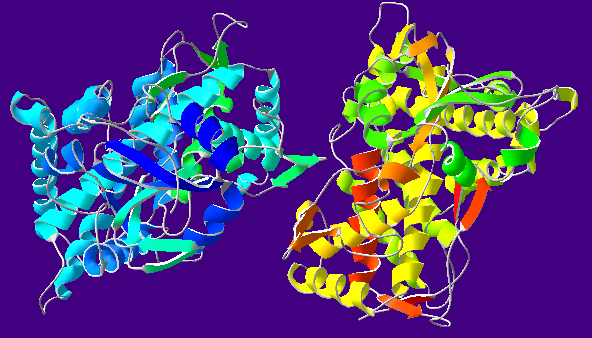
Cytochrome P450 1OG2. Les enzymes de la famille des cytochromes P450 sont responsables de 75 % des réactions métaboliques de détoxication.

La détoxication est le processus par lequel un organisme inactive les substances toxiques d'origine interne ou externe.  Cette inactivation consiste, d'une part, en la réduction de l'activité pharmacologique ou toxicologique de la substance, en général par un processus enzymatique et, d'autre part, par la solubilisation de la substance, ce qui en facilite l'élimination rénale.
L'assistance pharmacologique des capacités de détoxication de l'organisme est un objectif à long terme de la recherche biomédicale. La modulation des concentrations de molécules impliquées dans le métabolisme de détoxication (en particulier le glutathion et la vitamine C) font partie des objectifs de la nutrition clinique (en).
Certains médias et certaines médecines non conventionnelles recommandent des pratiques visant une hypothétique stimulation de la détoxication, sur des bases plus ou moins rationnelles. Au début des années 2010, la mode de la cure de « détox » a connu un grand succès public et surtout commercial, mais n'est fondée sur aucune base scientifique et n'a aucune efficacité prouvée.

## La détoxication comme processus physiologique
Physiologiquement, le métabolisme produit des substances nocives (radicaux libres, acides organiques, etc.) qui sont rendues moins toxiques par réduction et oxydation (réactions d'oxydo-réduction) et par conjugaison. Elles sont aussi parfois « marquées » par certaines protéines immunitaires, qui stimulent leur capture par les réseaux d'élimination. La détoxication inclut également les divers phénomènes d'excrétion des molécules toxiques de l'intérieur des cellules et des tissus. Les enzymes les plus importantes dans ce métabolisme sont les cytochromes oxydases de détoxication de type P450, les UDP-glucuronosyltransférases, et la glutathion S-transférase.
Pour les métaux lourds, c'est la sécrétion de chélatants qui assure leur élimination ; dans les cas d'intoxication grave, les médecins peuvent administrer des chélatants complémentaires, notamment l'EDTA.
Parmi les autres organes assurant l'excrétion des déchets métaboliques, on note les poumons (pour le CO2), la peau pour l'acide lactique, les reins pour le recyclage du sang (ils filtrent chaque jour environ 180 litres de sang, produisant en moyenne 1,5 litre d'urine), et surtout le foie, qui par clairance hépatique produit des enzymes qui catalysent les toxines présentes dans l'organisme.
Mais le « renforcement » de ces processus naturels par une alimentation particulière n'a aucun appui médical : tout au plus peut-on en assurer le bon fonctionnement par une alimentation saine et régulière, et une bonne hygiène de vie (ce qui n'est pas compatible avec des jeûnes réguliers ou des limitations alimentaires farfelues).
En médecine, on parle aussi de détoxification pour le soin apporté aux patients toxicomanes.

## Pharmacologie
La pharmacologie porte un intérêt particulier à la détoxication parce que les médicaments, étant des xénobiotiques, sont généralement éliminés, comme tout corps étranger. Le sexe, l'âge, plusieurs facteurs génétiques, l'alimentation et la consommation concomitante d'autres médicaments sont autant de facteurs qui, synergiquement, modulent la détoxication et, par conséquent, la pharmacocinétique des médicaments.

## La notion populaire de «détox»

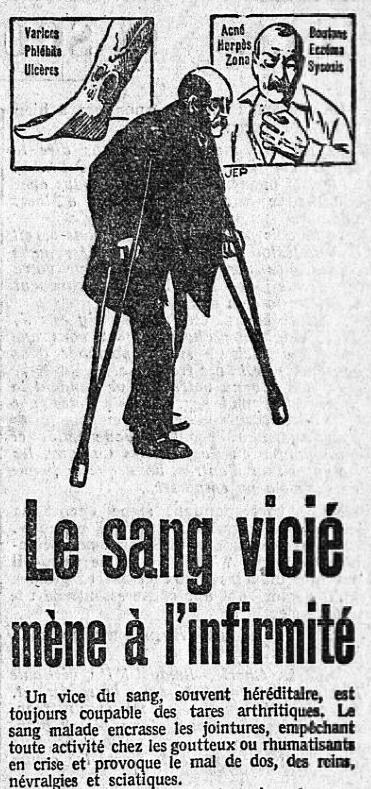
Le sang vicié (mars 1928) - dépuratif L. Richelet.

### Origines du concept
La « détox » moderne reprend le concept médical ancien de dépuration et de médicaments dits dépuratifs censés effectuer une purge de l'organisme. On utilisait aussi le jeûne ou les monodiètes. À noter que le mot dépuration est encore utilisé pour la phase de mise en quarantaine dans de l'eau de mer propre, imposée aux producteurs qui mettent des moules sur le marché, temps durant lequel, ces bivalves se débarrassent d'une grande partie des bactéries et polluants physiques (microplastiques notamment) qu'elles avaient bioaccumulé en raison de leur mode d'alimentation par filtration. En 93 heures de dépuration, des moules sauvages rejettent 46 % des microplastiques ingérés, contre 28,95 % pour les moules d'élevage, avec in fine des teneurs proches entre moules d’élevage et sauvages. La dépuration se montre plus efficace pour éliminer certaines fibres synthétiques par rapport à d'autres.
Certaines médecines traditionnelles incluent le postulat hygiéniste que la maladie survient quand l'organisme (ce qu'on appelle parfois le terrain) accumule des substances nocives à cause d'un dérèglement de ses équilibres internes. Ce principe est proche de la théorie des humeurs qui prévalait en Europe avant l'avènement de la médecine scientifique et a été démontrée obsolète dès l'Ancien Régime.

### D'un point de vue scientifique

#### Nature des toxines
L'industrie de la détox se fonde sur l'idée que le corps accumulerait de mystérieuses « toxines », soit du fait de son fonctionnement basal, soit à cause de la pollution de l'environnement, d'une alimentation déséquilibrée ou encore à cause des médicaments. Cependant, le concept populaire et industriel de « détox » n'a rien à voir avec le principe de détoxication médicale, et constitue plutôt un artefact de marketing pour vendre différents aliments, compléments alimentaires, régimes, produits cosmétiques ou stages pseudo-thérapeutiques.
En effet, aucune publication scientifique n'a encore jamais étayé l'idée que ce genre de produits ou de traitements pourrait augmenter les capacités détoxifiantes d'un corps humain, et les interviews des promoteurs de la détox demeurent toujours extrêmement abstraits quant à la nature de ces supposées toxines.
En 2009, l'organisation anglaise Sense about Science demanda aux fabricants de 15 produits « détox » de définir les toxines que leurs produits permettaient d'éliminer, mais aucune des entreprises ne fut en mesure de répondre à cette question, ni même de donner une définition du terme « détox ».
En 2012, l'Autorité européenne de sécurité des aliments (AESA) a examiné les prétendues vertus détoxifiantes d'une soixantaine d'aliments populaires dans ces régimes, mais aucun effet concret n'a été détecté. Dans un rapport précédent, l'agence alertait sur la surconsommation d'aliments diurétiques (certaines plantes et de nombreuses infusions - on parle aussi de « drainage »), qui stimulent l'action des reins et seraient donc censés favoriser l'élimination de ces mystérieuses toxines. En réalité, l'abus de diurétiques a surtout pour effet d'éliminer une grande quantité de minéraux et d'oligo-éléments sanguins, et favorise donc l'anémie, fragilisant ainsi l'organisme,.

#### Procédés de «détox»
La mode de la « détox » est d'invention relativement récente, et ne repose sur aucune base scientifique. Il s'agit d'un simple artefact publicitaire réunissant des théories New Age, des industries parapharmaceutiques et des pseudo-sciences, disposant d'un fort pouvoir d'impact médiatique (notamment grâce à l'utilisation de figures médiatiques sans formation scientifique comme Gwyneth Paltrow ou Oprah Winfrey). De très nombreux scientifiques se sont élevés contre cette nouvelle mode anti-scientifique dans les médias,,,,,,, mais ont reçu une attention médiatique plus restreinte ; en conséquence, le succès commercial déjà bien installé du concept de « détox » n'en a pas été ébranlé pour autant.
Dès 2009, le magazine Que choisir Santé dénonçait par exemple « L'intox des méthodes détox », et de nombreux médias scientifiques énumèrent depuis avec consternation les innombrables produits, méthodes et techniques de « détox » toujours plus chers, plus complexes et plus loufoques que s'ingénient à vendre les marques spécialisées, telles que Goop, propriété de l'actrice américaine Gwyneth Paltrow.
Les commentateurs avancent que les cures de detox sont généralement dictées par des médias spécialisés sans le moindre contrôle scientifique, et que les résultats observés au niveau du bien-être quand il y en a sont principalement imputables à l’effet placebo. Sans fondements scientifiques, les résultats concernant la détoxication sont peu quantifiables (notamment du fait de l'absence de toxine à quantifier) et très critiqués par les biologistes : aucune étude n'a encore pu montrer une efficacité quelconque de ces traitements sur la concentration de toxines métaboliques. Selon Edzard Ernst (professeur émérite en médecine complémentaire à l'université d'Exeter), « Il n'existe aucun mécanisme connu - et certainement pas les traitements « detox » - capable de faire en sorte que des fonctions en parfait état dans un corps sain puissent fonctionner mieux. »
En revanche, le fait de passer d'une alimentation déséquilibrée à une alimentation plus adaptée améliore évidemment l'état général des individus, sans pour autant qu'il soit question de toxines mystérieuses.

### D'un point de vue social

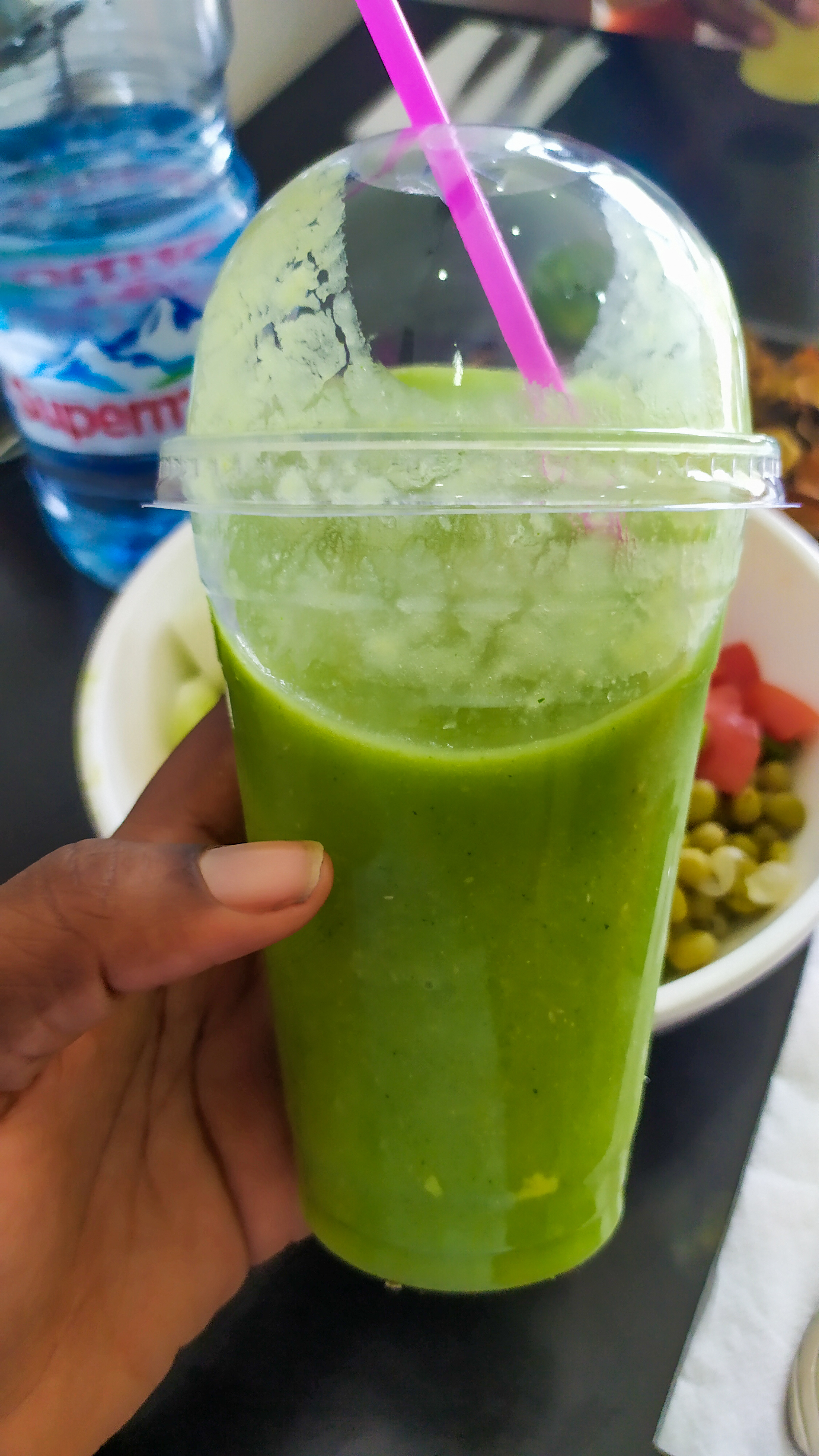
Boisson détox vendue au Cameroun.

Pour le professeur Simon Brookes, directeur du département de physiologie humaine de l'université Flinders en Australie, « Plus les boissons et potions estampillées “détox” sont chères et mauvaises au goût, plus les gens sont susceptibles de penser qu'elles fonctionnent. Elles agissent donc avec plus ou moins de succès sur notre conscience, mais pas sur notre organisme. »
Les méthodes de detox font partie des pseudo-sciences, et partagent parfois avec certaines de celles-ci certaines dérives nuisibles aux victimes, notamment quand il s'agit de stages intensifs, où la manipulation mentale peut l'emporter sur l'apport de soins.
En 2010, en France, « Le rapport annuel de la mission de lutte contre les sectes (Miviludes) met en garde contre les dangers de certaines pratiques alimentaires. ». De plus, la détox sert parfois de produit d'appel pour des endoctrinements plus poussés, qu'il s'agisse de cures de jeûne prétendument thérapeutique ou de dérive sectaire.
Sur le plan légal, la Direction générale de la concurrence, de la consommation et de la répression des fraudes (DGCCRF) est chargée en France de la réglementation concernant la communication sur l’impact sanitaire de certaines denrées alimentaires. Celle-ci a alerté en 2021 sur les « allégations de santé non autorisées » concernant la « détox », qui ne correspond à aucun phénomène médical objectif et n'a fait l'objet d'aucune étude sérieuse concernant les produits qui s'en réclament (au même titre que d'autres intitulés pseudo-médicaux comme « superfruit »).

### D'un point de vue métaphysique
Les régimes détox promus par différents pseudo-médecins sont souvent présentés comme des moyens d'expier des excès gastronomiques, mélangeant donc santé alimentaire et morale de pénitence avec promesse de rédemption et pardon des péchés. Mathieu Vidard résume malicieusement cette idée très en vogue au lendemain des fêtes : « Tu as commis le péché de gourmandise et il te faut maintenant expier tes faiblesses en avalant tisanes au fenouil et bouillons de pissenlits ».
Selon Jean-Michel Lecerf, directeur du service nutrition de l'Institut Pasteur de Lille, « Les cures détox reposent bien souvent sur un imbroglio de croyances ésotériques qui mélangent spiritualisme et nutrition ». Ainsi, l'essor commercial de l'idée de detox est pour certains chercheurs à rapprocher d'un fantasme purificateur de type métaphysique.
La mauvaise alimentation, les excès et la pollution étant associés à des souillures, à des péchés, une ascèse permettrait ainsi de s'en laver. Ce double discours pourrait permettre d'expliquer en partie le succès populaire de ce concept pourtant si abstrait, et sa grande porosité avec diverses mouvances sectaires.